# Counter-Strike: Condition Zero
Counter-Strike: Condition Zero (CS: CZ) is een first-person shooter die op 23 maart 2004 door Valve werd uitgebracht voor Windows. Van CS:CZ verschenen in 2013 versies voor OS X en Linux.

## Spel
Het spel maakt deel uit van de Counter-Strike-serie, waarin teams van terroristen en anti-terroristen het opnemen tegen elkaar in verschillende rondes. Spelers scoren punten door de doelen van het spel te behalen en hun tegenstanders uit te schakelen.
In het spel zijn 18 maps of velden aanwezig. Dit zijn:
- Italy
- Piranesi
- Château
- Inferno
- Stadium
- Torn
- Office
- Aztec
- Prodigy
- Dust
- Dust II
- Tides
- Aistrip
- Cobblestone
- Havana
- Fastline
- Downed
- Militia

### Spelmodi
Naast de multiplayer-modus is het spel voorzien van een Campaign-modus. Hierin moet in elk veld specifieke doelen behaald worden, zoals het winnen van een ronde in minder dan 90 seconden, of het doden van een vijand en overleven tot het einde van de spelronde. Er zijn ook twee singleplayer-campaigns, waaronder Condition Zero: Deleted Scenes.
De missies zijn verdeeld in vier moeilijkheidsgraden; eenvoudig, normaal, moeilijk, en elite. Deze gradaties zijn ook weer verdeeld in zes "services", die bestaan uit elk drie missies.

## Ontvangst
Condition Zero ontving gemengde recensies, en behaalde op aggregatiewebsite Metacritic een score van 65. GameRankings gaf het spel een score van 66%. De kunstmatige intelligentie van de bots en de toevoeging van nieuwe maps werd geprezen. Vanwege de lange ontwikkeltijd was er kritiek dat het bij uitgave al achterhaald was.